# FC Dordoi Bishkek
El FC Dordoi (en kirguís: Футболдук клуб «Дордой») es un club de fútbol de Kirguistán fundado en 1997 en la ciudad de Biskek. El club es el más laureado del fútbol kirguís con 13 ligas, diez copas de Kirguistán, seis Supercopas de Kirguistán y dos Copas Presidente de la AFC.
El club es propiedad de la Dordoi Association, un grupo empresarial que también posee el Bazar Dordoi en Biskek.

## Historia
El club fue fundado en enero de 1997 por el presidente de la Asociación "Dordoi", Salymbekova Askar Maatkabylovicha, como FC Dordoi Naryn. Posteriormente fue renombrado FC Dordoi-Zhashtyk-SKIF Naryn en 1998, FC Dordoi-Dynamo Naryn en 2004 y FC Dordoi Bishkek en 2010.
El Dordoi fue avanzando progresivamente en el fútbol nacional y en 1999 logró el quinto puesto en la Liga Premier. Entre las temporadas 2001 y 2003 el Dordoi acabó en la tercera posición en el campeonato de liga. A partir de ese momento comenzó la época dorada del club logrando cinco campeonato de la Liga Premier consecutivos (2004-2009) y cuatro Copas de Kirguistán consecutivas (2004-2008). En 2005 debutó en la edición inaugural de la Copa Presidente de la AFC como campeón kirguiso, alcanzando la final, donde perdió ante el Regar-TadAZ.
En la edición de la Copa Presidente de la AFC 2006 el Dordoi consiguió proclamarse campeón al vencer en la final al Vahsh Qurghonteppa tayiko, logrando su primer título internacional. En 2007 defendió su condición de campeón y revalidó el título de la Copa Presidente al derrotar al Mahendra Police Club de Nepal y convirtiéndose en el club con más títulos de esta competición hasta que el Regar TadAZ sumó su tercer campeonato en 2009.

## Palmarés
- Liga de fútbol de Kirguistán: 13

2004, 2005, 2006, 2007, 2008, 2009, 2011, 2012, 2014, 2018, 2019, 2020, 2021
- Copa de Kirguistán: 10

2004, 2005, 2006, 2008, 2010, 2012, 2014, 2016, 2017, 2018
- Supercopa de Kirguistán: 5

2012, 2013, 2014, 2019, 2021
- Copa Presidente de la AFC: 2

2006, 2007

## Participación en competiciones internacionales

### Participaciones en competiciones de la AFC
| Temporada | Torneo              | Ronda          | Club                 | Local             | Visita            | Global            |
| --------- | ------------------- | -------------- | -------------------- | ----------------- | ----------------- | ----------------- |
| 2005      | AFC President's Cup | Fase de grupos | Phnom Penh Crown     | 6–1               | 6–1               | 6–1               |
| 2005      | AFC President's Cup | Fase de grupos | Blue Star            | 8–1               | 8–1               | 8–1               |
| 2005      | AFC President's Cup | Fase de grupos | WAPDA                | 0–1               | 0–1               | 0–1               |
| 2005      | AFC President's Cup | Semifinales    | Three Star Club      | 0–0 (a.e.t.), (p) | 0–0 (a.e.t.), (p) | 0–0 (a.e.t.), (p) |
| 2005      | AFC President's Cup | Final          | Regar-TadAZ          | 0–3               | 0–3               | 0–3               |
| 2006      | AFC President's Cup | Fase de grupos | Vakhsh               | 0–3               | 0–3               | 0–3               |
| 2006      | AFC President's Cup | Fase de grupos | Ratnam               | 3–0               | 3–0               | 3–0               |
| 2006      | AFC President's Cup | Fase de grupos | Manang Marshyangdi   | 2–0               | 2–0               | 2–0               |
| 2006      | AFC President's Cup | Semifinales    | Khemara Keila        | 3–0               | 3–0               | 3–0               |
| 2006      | AFC President's Cup | Final          | Vakhsh               | 2–1 (a.e.t.)      | 2–1 (a.e.t.)      | 2–1 (a.e.t.)      |
| 2007      | AFC President's Cup | Fase de grupos | Khemara Keila        | 4–0               | 4–0               | 4–0               |
| 2007      | AFC President's Cup | Fase de grupos | Mahendra Police Club | 3–0               | 3–0               | 3–0               |
| 2007      | AFC President's Cup | Fase de grupos | Tatung               | 5–0               | 5–0               | 5–0               |
| 2007      | AFC President's Cup | Semifinales    | Ratnam               | 1–1 (a.e.t.), (p) | 1–1 (a.e.t.), (p) | 1–1 (a.e.t.), (p) |
| 2007      | AFC President's Cup | Final          | Mahendra Police Club | 2–1               | 2–1               | 2–1               |
| 2008      | AFC President's Cup | Fase de grupos | Taipower FC          | 3–0               | 3–0               | 3–0               |
| 2008      | AFC President's Cup | Fase de grupos | Nagacorp             | 2–0               | 2–0               | 2–0               |
| 2008      | AFC President's Cup | Semifinales    | Nepal Police Club    | 0–0 (p)           | 0–0 (p)           | 0–0 (p)           |
| 2008      | AFC President's Cup | Final          | Regar-TadAZ          | 1–1 (p)           | 1–1 (p)           | 1–1 (p)           |
| 2009      | AFC President's Cup | Fase de grupos | Yeedzin              | 7–0               | 7–0               | 7–0               |
| 2009      | AFC President's Cup | Fase de grupos | Phnom Penh Crown     | 3–1               | 3–1               | 3–1               |
| 2009      | AFC President's Cup | Fase de grupos | Kanbawza             | 2–1               | 2–1               | 2–1               |
| 2009      | AFC President's Cup | Semifinales    | Aşgabat              | 2–1               | 2–1               | 2–1               |
| 2009      | AFC President's Cup | Final          | Regar-TadAZ          | 0–2               | 0–2               | 0–2               |
| 2010      | AFC President's Cup | Fase de grupos | Hasus NTCPE          | 5–0               | 5–0               | 5–0               |
| 2010      | AFC President's Cup | Fase de grupos | New Road             | 3–0               | 3–0               | 3–0               |
| 2010      | AFC President's Cup | Fase de grupos | Abahani Limited      | 0–0               | 0–0               | 0–0               |
| 2010      | AFC President's Cup | Semifinales    | FC HTTU              | 2–0               | 2–0               | 2–0               |
| 2010      | AFC President's Cup | Final          | Yadanarbon           | 0–1 (a.e.t.)      | 0–1 (a.e.t.)      | 0–1 (a.e.t.)      |
| 2015      | AFC Cup             | Preliminar     | Ahal                 | 0–1               | 0–1               | 0–1               |
| 2017      | AFC Cup             | Preliminar     | Rovers               | 2–0               | 2–0               | 2–0               |
| 2017      | AFC Cup             | Preliminar     | Benfica de Macau     | 2–1               | 2–1               | 2–1               |
| 2017      | AFC Cup             | Preliminar 2   | Balkan               | 0–0               | 2–1               | 3–2               |
| 2017      | AFC Cup             | Play-off       | Khosilot             | 1–0               | 1–1               | 2–1               |
| 2017      | AFC Cup             | Grupo D        | Altyn Asyr           | 0–2               | 0–3               | 3rd               |
| 2017      | AFC Cup             | Grupo D        | Alay Osh             | 1–0               | 4–5               | 3rd               |
| 2017      | AFC Cup             | Grupo D        | Istiklol             | 1–4               | 0–2               | 3rd               |
| 2018      | AFC Cup             | Preliminar 2   | Ahal                 | 1–3               | 2–2               | 3–5               |
| 2019      | AFC Cup             | Group D        | Istiklol             | 2–1               | 1–4               | 3° Lugar          |
| 2019      | AFC Cup             | Group D        | Altyn Asyr           | 1–1               | 1–3               | 3° Lugar          |
| 2019      | AFC Cup             | Group D        | Khujand              | 3–0               | 1–3               | 3° Lugar          |
| 2020      | AFC Cup             | Grupo D        | Altyn Asyr           | Cancelada         | Cancelada         | Cancelada         |
| 2020      | AFC Cup             | Grupo D        | Khujand              | Cancelada         | Cancelada         | Cancelada         |
| 2020      | AFC Cup             | Grupo D        | Istiklol             | Cancelada         | Cancelada         | Cancelada         |
| 2021      | AFC Cup             | Grupo E        | Ahal                 | 0–2               | 0–2               | 2° Lugar          |
| 2021      | AFC Cup             | Grupo E        | Ravshan              | 3–0               | 3–0               |                   |
| 2022      | AFC Cup             | Grupo F        | Kopetdag             | 0–1               | 0–1               | 3° Lugar          |
| 2022      | AFC Cup             | Grupo F        | Krujand              | 0–0               | 0–0               |                   |

### Copa de Estados Independientes de la Commonwealth
2007: Fase de grupos
2008: Fase de grupos
2009: Fase de grupos
2010: Fase de grupos

## Jugadores

### Jugadores destacados
- Elijah Ari
- William Gyane